# Bany turc

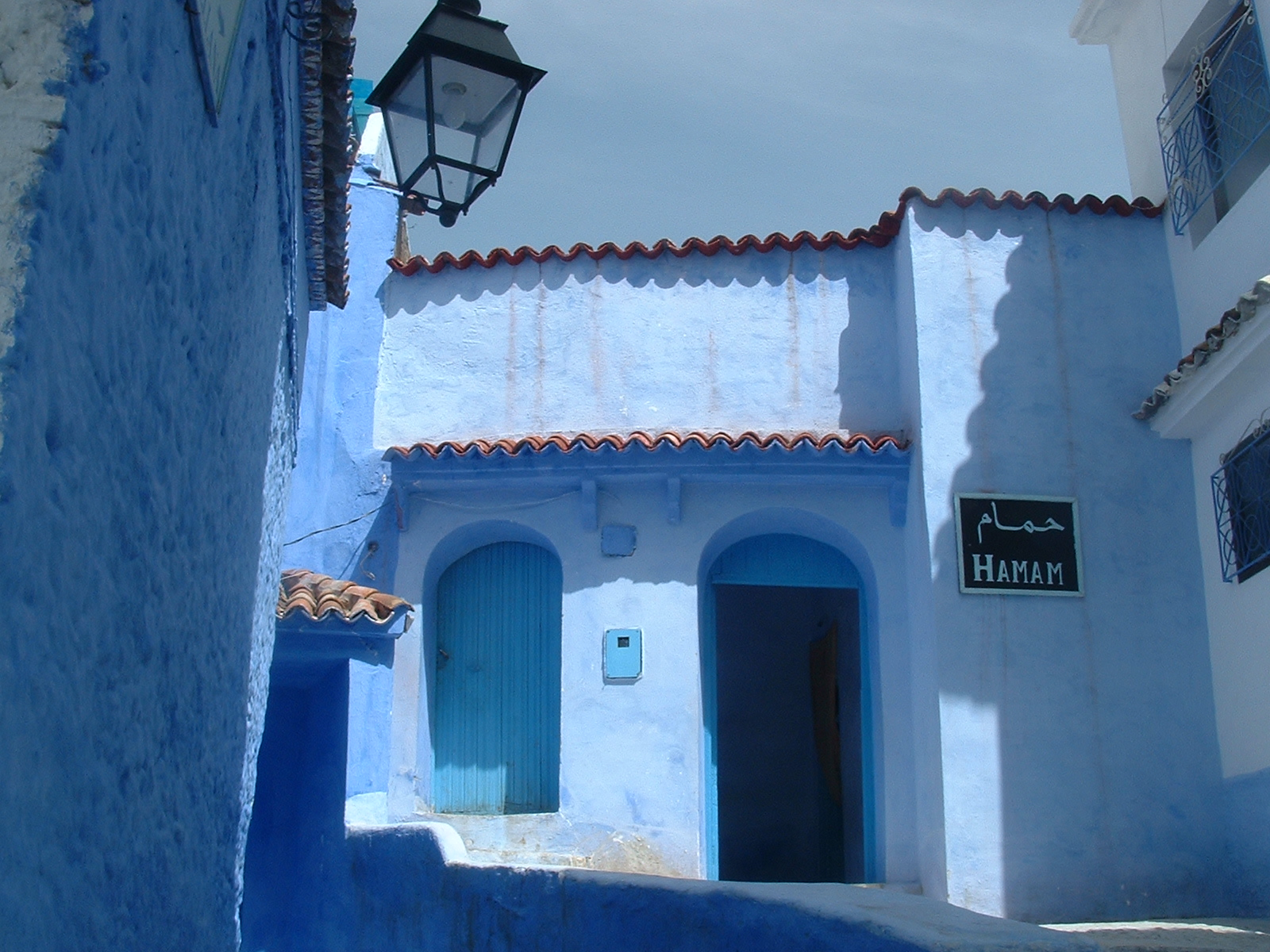
Un hammam a Xauen, Marroc

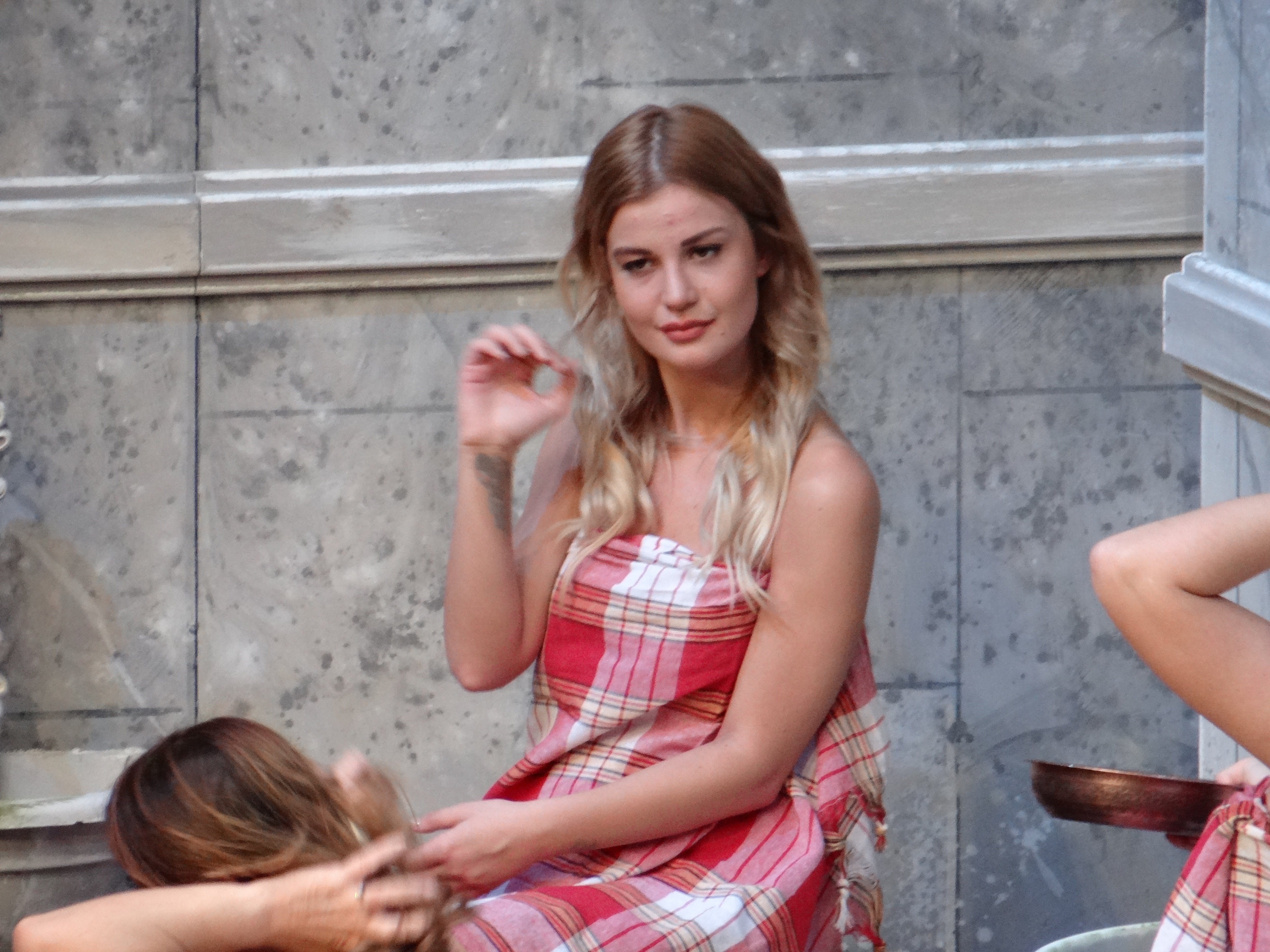
Escena de bany turc del teatre (comedia) 7 Kocalı Hürmüz a Turquia, 2017-2018

Un bany turc, bany àrab o hammam (en turc hamam) és una modalitat de bany de vapor que inclou netejar el cos i relaxar-se. Han tingut un important paper en les cultures del Pròxim Orient com a punt de reunió social, ritual d'higiene i com a elements arquitectònics. Els europeus els van conèixer pels seus contactes amb els otomans, i a l'Europa oriental van ser populars durant l'època victoriana.
El procés de prendre un bany turc és una variant humida d'una sauna, però està més relacionat amb les pràctiques de bany dels romans. Prendre un bany turc primer exigeix la relaxació en una sala (coneguda com a sala tèbia), escalfada amb un flux continu d'aire calent que permet que el banyista respiri lliurement. Després, passen a una sala encara més calenta (coneguda com a sala calenta) abans de submergir-se en una piscina freda. Després de fer-se un rentat complet de cos i rebre un massatge, finalment es retiren a la sala de refredament per a un període de relaxació.
Alguns banys àrabs andalusins eren molt semblants als banys turcs considerats. La imatge inferior mostra els banys de l'Almirall, un edifici situat al costat del palau dels Almiralls d'Aragó, al centre urbà de València,

## Història

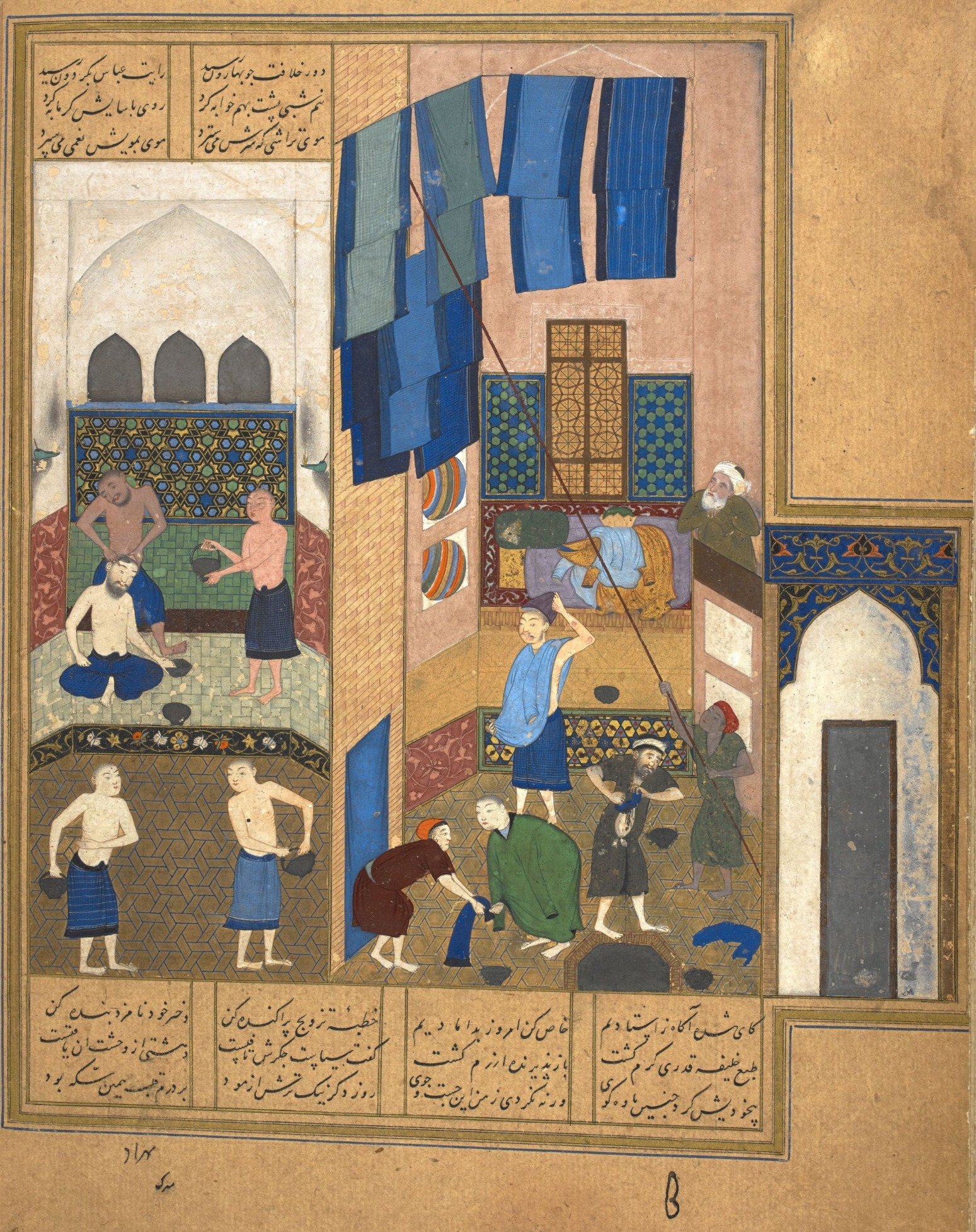
Hammam en una miniatura de Bihzad

Els banys turcs van ser una continuació dels banys romans que van persistir en la cultura oriental i es van popularitzar sobretot amb l'Imperi Otomà. Als europeus que van visitar aquests països, els van agradar els banys turcs i els "van portar" a Europa, on es van popularitzar.

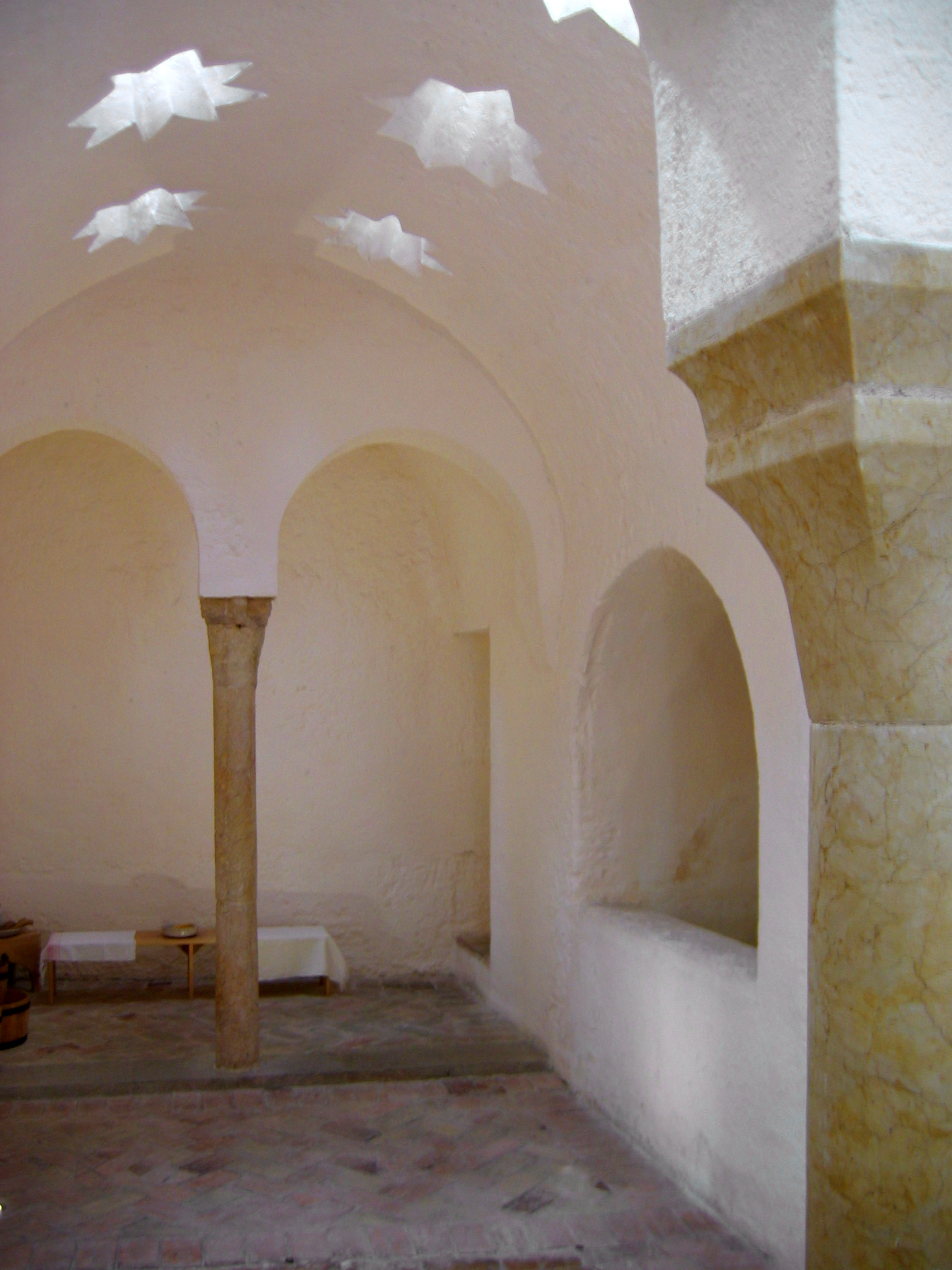
Banys de l'Almirall, València

Els banys turcs van ser introduïts a les Illes Britàniques per David Urquhart, diplomàtic i, ocasionalment, membre del Parlament de Stafford, que per raons polítiques i personals desitjava popularitzar la cultura turca. El 1850, va escriure The Pillars of Hercules, un llibre sobre els seus viatges a l'estat espanyol i Marroc durant 1848, en el qual descriu el sistema d'escalfament de l'aire dels banys usats allà, i en l'Imperi Otomà, que havien estat molt populars a l'època romana amb lleugers canvis.
El 1856, Richard Barter, havent llegit el llibre d'Urquhart i treballat amb ell en la construcció dels banys, va obrir el primer bany turc modern a Gran Bretanya en l'establiment d'hidroteràpia de St. Ann, prop de Blarney, County Cork, Irlanda. L'any següent, el primer a Anglaterra des de l'època romana es va obrir a la ciutat de Manchester, i la idea es va expandir ràpidament al nord d'Anglaterra. Va arribar a Londres a juliol de 1860 quan Roger Evans, membre del Comitè d'Estrangers dels Assumptes d'Urquhart, va obrir-ne un al número 5 del carrer Bell, a prop de Marble Arch.
Durant els següents 150 anys, es van obrir a la Gran Bretanya al voltant de 600 banys més, i d'altres similars en altres ciutats de l'Imperi britànic. El Dr. John Le Gay Brereton, que havia donat consell mèdic als banyistes del bany localitzat a Bradford, del qual era propietari el Comitè d'Estrangers dels Assumptes d'Urquhart, va viatjar a Sydney (Austràlia) i va obrir un bany turc al carrer Spring el 1859 (precedint el bany turc de Londres). Canadà va obrir-ne un el 1869, i el primer a Nova Zelanda se'n va obrir el 1874. La influència d'Urquhart es va sentir fins i tot fora de l'imperi, quan el 1863, el Dr. Charles Shepard va inaugurar-ne el primer en els Estats Units al carrer Columbia, número 63, en la zona alta de Brooklyn, Nova York.
Avui hi ha prop de vint banys turcs oberts a les Illes Britàniques, encara que els banys d'aire calent encara prosperen en les variants de banys de vapor russos i sauna finlandesa. Darrerament, abunden en totes les cultures occidentals com una altra de les activitats de relax i culte al cos, portats per l'onada de moda dels spas i els balnearis urbans de les capitals.
Del seu nom en àrab es deriven l'espanyola "Alhama" i la portuguesa "Alfama".

## Documents
- 1814. Banys a Paris. Esmentats uns banys turcs i uns banys flotants al riu Sena, habilitats en un vaixell.[10]
- 1845. Primer bany "a la russa" inaugurat a Barcelona.[11][12]
- 1858. Inicis dels banys de vapor a la russa a Madrid.[11]
- 1858. Descripció dels banys de vapor a Atenes.[13]